# Порја
Порја (рус. Порья) река је која протиче преко јужних делова Мурманске области, на крајњем северозападу Русије. Тече преко територија Кандалакшког и Терског рејона.
Извире на брду Колвицка Тундра на надморској висини од 480 метара, тече у смеру југоистока и након свега 34 km тока улива се у Кандалакшки залив Белог мора. Укупна површина сливног подручја реке Порје је око 240 km². Карактерише је велики пад, брз ток и мноштво каскада у кориту. Најважније притоке су Ускаја, Јеловиј и Бистриј.
На њеним обалама се не налазе насељена места.